# Abraham Lincoln (Barnard)
La Abraham Lincoln è una statua in bronzo alta 3,4 m raffigurante il sedicesimo presidente degli Stati Uniti d'America Abraham Lincoln; si trova al Lytle Park Historic District, nel centro di Cincinnati, nello Stato federato dell'Ohio.
La famiglia del giurista e uomo politico Charles Phelps Taft commissionò all'artista George Gray Barnard la creazione di un'opera durante le commemorazioni del centenario della nascita di Lincoln, nel 1909; la scultura fu ufficialmente svelata a Lytle Park il 31 marzo del 1917. L'ex presidente William Howard Taft, il fratello minore di Charles, pronunciò il discorso di dedicazione.